# Pandalus (Parapandalus) spinicauda
Pandalus (Parapandalus) spinicauda is een garnalensoort uit de familie van de Pandalidae.